# 工業物聯網
工業物聯網（Industrial Internet of Things）簡稱IIoT，是應用在工業上的物聯網，是互聯的感測器、儀表以及其他設備和電腦的工業應用程式以網路相連所成的系統，其中包括了製造以及能源管理。網路連線可以進行資料蒐集、交換以及分析，有助於提昇生產力以及效率，也有其他的經濟效益。IIoT是由分散式控制系統（DCS）演進而成，利用雲端運算完善和優化過程控制，達到較高程度的自動化。

## 簡介
IIoT相關的基礎技術有计算机安全、雲端運算、邊緣運算、移动技术、機器對機器、3D打印、進階机器人学、大數據、物联网、射频识别技術以及認知計算。其中最重要的五點條列如下：
- 網宇實體系統（CPS）：是物联网（IoT）及IIoT最基礎的技術平台，也是可以連結以往無法連結之實體系統的媒介。CPS整合了實體程序的動態以及軟體以及通訊，因此可以進行抽象化、建模、設計及分析技術[1]。
- 雲端運算：雲端運算讓IT服務及資源可以上傳到互聯網上，也可以在網路存取，不是只能透過和某一主機連線才能存取。檔案可以儲存在雲端空間，而不是某一個實體的儲存媒介中[4]。
- 邊緣運算：分布式计算範型可以將電腦數據存貯器移到較接近實際應用的地方[5]。邊緣運算和雲端運算不同，邊緣運算是在網路的邊緣以分散式的概念進行資料處理[6]。工業物聯網為了轉換工業世界中的生產力、產品以及服務，比較不是以純中央式的雲端運算，比較需要邊緣運算加上雲端運算的架構[3]。
- 大數據分析：大數據分析是對大型，有許多變化的資料集（大數據）的檢驗[7]。
- 人工智能及机器学习：人工智能（AI）是電腦科學的一個領域，其中會創建類似人一様互動以及工作的智能機器[8]。机器学习是人工智能的核心內容，讓軟體在不用人為介入或是特別編寫程式的情形下，就可準確的預測結果[9]。

### 架構
IIoT系統可以用數位化技術的分層模組架構來評估。「設備層」（device layer）是指實體的元件：網宇實體系統、感測器或是機器。「網路層」（network layer）包括實體的網路總線、雲端計算以及通訊計協定，這些可以整合資料，傳遞到「服務層」。「服務層」（service layer）是許多處理資料的應用程式，並且將資料整合成為資訊，可以顯示在操作者的儀表板上。網路堆棧的最頂層是「內容層」（content layer），或是使用者介面。
| 內容層 | 使用者介面設備（螢幕、平板電腦、智能眼鏡等） |
| 服務層 | 分析資料，並且轉換為資訊的應用程式及軟體     |
| 網路層 | 通訊協定、wifi、雲端運算                     |
| 設備層 | 像是網宇實體系統、感測器或是機器等硬體       |

## 歷史
工業物聯網的歷史和可编程逻辑控制器（PLC）及分散式控制系統（DCS）有關。Dick Morley於1968年發明可编程逻辑控制器（PLC），使用在通用汽车的自動化傳動製造部門開始算。PLC可以對生產線的個別元件有精細的控制。霍尼韦尔及橫河電機在1975年分別發展了分散式控制系統（DCS），名稱分別是TDC 2000和CENTUM系統分散式控制系統讓工廠的製造程可以有彈性, 在整個系統中因為分散式控制可以有冗餘備份的好處，避免在中控系統中單一點失效的問題。
在1980年以太网問世後，早在1982年就開始探討由智能設備行作網路的概念。當時在卡内基·梅隆大学一個修改過的可口可乐機器成為第一個連接以太网的電器，可以回報庫存，並且確認加入的飲料是否夠冷。早在1994年時，就已設想到有較大型的以太网應用，Reza Raji在IEEE综览中提出此一概念「將小的資料包移到大的節點集中，可以整合及自動化從住家到工廠的所有事物。」。
物聯網的概念最早是在1999年代開始流行，透過麻省理工學院的Auto-ID中心以及相關的市場分析出版品而流行。Kevin Ashton（原來Auto-ID中心創辦者之一）將射频识别（RFID）視為是當時物聯網的必需條件
。若每日生活的所有物品及人都有配備識別裝置，電腦就可以管理及紀錄。除了RFID外，也有其他事物加標籤的技術，例如近場通訊、条形码、QR碼及數位浮水印等。
目前IIoT的概念是在2002年雲端科技出現之後的事，雲端科技可以儲存資料，檢查歷史趨勢，另一個相關的是2006年OPC UA協定的發展，可以在設備、程式以及資料源之間進行遠端的安全通訊，不需人的介入或干預。
設備工業物聯網（作法是讓設備加上小型的識別元件或機器可讀取的識別碼）後的成果之一就可以進行立即，而且不會中斷的庫存管理。另一個好處是可以建立系統的数字映射（數位雙胞胎）。用數位雙胞胎可以在雲端用新的資料進行實驗，設法優化此一系統，新的製程會在雲端進行優化，一直到已準備好上線時才會真正的用到生產線。數位雙胞胎也是訓練新進員工的工具，不需擔心影響真正的系統。

## 標準及框架
IoT框架可以提供IoT元件之間的互動，也可以允許比較複雜的架構（例如分布式计算），也可以發展分布式應用。
- IBM提出了認知物聯網（cognitive IoT），結合了傳統的IoT以及人工智能、機器學習、上下文信息、工業相關模型以及自然語言處理[28]。
- XMPP標準基金會（XSF）建立了Chatty Things的框架，是完全開放，和供應商無關的標準，用可扩展消息与存在协议（XMPP）提供分散式、可擴充且具有安全性的基礎架構[29]。
- 表现层状态转换（REST）是可擴充的架構，讓設備可以用http溝通，可修改為IoT應用，讓IoT設備可以和中央網頁伺服器互動[30]。
- MQTT是發佈者—訂閱者（publish-subscribe）的架構，在TCP/IP的頂端，讓IoT設備和MQTT broker可以有雙向通訊[31]。
- Node-RED是IBM設的開源軟體，可以連接API、硬體以及線上服務[32]。
- 开放平台通信（OPC）是OPC基本會設計的許多標準，可以讓電腦系統和自動化設備連接[32]。
- 工業互聯網聯盟（英语：Industrial Internet Consortium）（IIC）的工業互聯網參考架構（Industrial Internet Reference Architecture、IIRA）和德國的工業4.0，目的是要建立IIoT相關設備的應用環境及標準[32]。

## 應用及產業
工業物聯網一詞常出現在製造業，表示在工業領域中的物聯網。工業物聯網的潛在益處包括有提昇生產力，可以分析並改變工作場所。IIoT的成長潛力，在2030年時預計可以到全球GDP中達到150億美元。
連接性及數據的取得對IIoT很重要，不過這不是最終的目的，這些只是更大的目標的基礎而已。在IIoT相關技術中，预测性维护是比較簡單的應用，可以應用在現有的資產以及管理系統上。智慧维护系統可以減少意外的停線，因此可以提高生產力。依照研究，智慧维护系統和計劃性維修相比，最多可以節省12%，並且整體維修成本最多可以減少30%，最多可減少70%的故障 。網宇實體系統（CPS）是更核心的IIoT技術，是人類和網路世界之間的介面。
將传感器和执行器的系統和互聯網整合，可以最佳化整體的能耗，計劃未來所有的耗能設備（開關、電源插座、燈泡、電視）都會整合物聯網設備，而且可以和電力公司通訊，有效的平衡發電和電力使用。除了家庭能源管理外，IIoT也和智慧電網有關，可以讓系統以自動化的方式收集能源以及功率相關的資訊，並進行調節，以提昇供電及輸配電的效率、可靠度、經濟及可持續性。利用連結到互聯網主幹的智慧型電表（AMI），電力公司不但可以從終端用戶蒐集資料，也可以管理像是變壓器或自動電路重合器等供電自動化設備。
2016為止，其他IIoT的應用有用智慧LED將購物者引導到空的停車位，突顯交通標示，利用淨水器的感測器，在零件需要更換時用電腦或是智慧型手機提醒使用者，在安全裝置上加上RFID標籤，追蹤人員並且確保其安全，將電腦整合到動力工具中，記錄並追蹤各鎖固件的扭力大小，從多個系統中蒐集資料，以進行新製程的模擬。

### 車廠
在車輛生產中利用IIoT，也就是將所有的生產、軟體、機器以及人員的數位化資訊互連，讓供應商及製造商面對標準的變化，可以快速的應變。IIoT將資料由客戶端移轉到公司的系統內，而且可以到生產製程的每一個部份，讓生產更快速，也更有成本效益。新的工具以及機能可以透過IIoT加入製程流程中。例如，3D列印機可以真接從鋼粒中列印出需要的外形，簡化成形的過程。這些工具可以產生一些新的設計（而且有高精度）。導入IIoT後，也可以透過其中的模組化以及連接性，達到車輛的客製化。以往這些工作是各別作業，IIoT讓人和機械可以協同作業。機械人可以處理費力以及重複性的工作，加快生產週期，讓車輛可以更早上市。工廠也可以在因生產線故障停線前，就提早識別潛在的保養問題，工廠也可以改為24小時的自動化生產場地，有高資料安全性以及高效率。主要的幾家車廠已在不同的國家有生產基地，可能同一部汽車的各零件是在不同地方生產。IIoT讓這些工廠可以互相聯結。可以視覺化的監控大數據，讓公司可以快速反應需求以及生產上的變化。

### 石油及天然氣產業
透過IIoT，鑽探設備以及研究機構可以儲存及發送大量的原始數據，在雲端儲存以及分析。石油及天然氣產業可以用IIoT的互聯技術來連接機器、設備、感測器及人員，讓公司可以更好的應對需求及價格的變動、網路安全議題，並且降低對環境的影響。
在供應鏈上，IIoT可以提昇維護的程序、整體安全性以及互聯性。早期可以用無人機偵測潛在的石油或天然氣外洩，也可以用內建的紅外線影像系統識別複雜管道網路中是否有弱點。互聯性的提昇（資料整合以及通訊）可以讓公司依石油藏量、庫存、分配進度和預估需求的實時數據來調整產量。例如，德勤的報告提出：透過在幾個內部及外部來源（例如工作管理系統、控制中心、管路屬性、風險分數、在線檢測結果、計劃評估及以往洩漏情形）的資料整合中加上IIoT對策，因此可以實時監控上千英里的管路。可以監控管路威脅、改善風險管理、也提供狀態意識。
IIoT對於石油及天然氣產業的特殊過程也有幫助。可以用地震影像產生的4D模型，更精準的開採石油及天然氣。模型會考慮石油藏量以及天然氣水準，會試法計算需要的確切資源數量，以及預測油井的壽命。公司利用智能感測器以及自動鑽機，可以監控開採流程，並且更有效率的開採石油及天然氣。而且IIoT也對儲存的過程有幫助，可以透過蒐集及分析實時數據，可以監控藏量，並進行溫度控制。在石油及天然氣運送的過程，可以用智能感測器以及溫度感測器，可以得到運送過程的實時資料，監控產品的安全。智能感測器也可以監控精煉的過程，加強安全性。對於石油及天然氣產量的需求也可以更精準的預測，而且可以自動通知精煉廠及加工廠，調整產能。

### 農業
在農業上使用IIoT，讓農人可以決定何時要收穫。由感測器蒐集土壤以及氣候的資訊，整理出計劃的施肥以及灌溉時間表。有些牧場會在牲口身上植入微晶片，讓飼養者不但可以定位，也可以有血統、重量以及健康情形的資訊。

## 安全性
隨著工業物聯網的日漸普及，也開始出現新的安全疑慮。每一個聯結到IIoT的新設備或元件都可能有潛在安全風險。高德纳公司估計在2020年，企業中已識別到的攻擊中，超過25%是和有聯結IoT的系統有關，而IIoT安全的相關預算不到IT安全預算的10%。現有的IIoT網路安全措施比傳統的電腦安全性措施要弱很多，因此IIoT設備容易被阻斷服務攻擊之類的攻擊劫持，攻擊者可能是來自像是Mirai之類的殭屍網絡。另外一個可能性是感染有連接網際網路的工業控制器（例如Stuxnet），不需要實際存取到IIoT網路系統即可以散播蠕蟲。
此外，IIoT的設備也有比較容易受到傳統型式的網路犯罪所影響，例如2013年目標百貨的資料洩露事件，駭客是由第三方的HVAC（暖通空調）供應商處竊取憑據，再存取目標百貨的網路。製藥廠為了考慮這類的風險，已放緩有關IIoT設備的導入。IIoT應用的安全方案有很多的困難點，其中一點就是硬體分散式的特點。因此，有些安全架構轉向軟體為基礎的設計，或是和設備無關的設計。
若在存取一些關鍵性的基礎設施時，可能會用一些硬體的網路安全對策，例如只允許單向資料傳送的資料二極體（data diodes）。